# Francis Tattegrain
Francis Tattegrain, nacido en Péronne el 11 de octubre de 1852 y muerto en Arras el 1 de enero de 1915, fue un pintor francés de marinas de la escuela naturalista.

## Biografía

### Una familia de notables de Picardía
Francis Tattegrain era el tercer hijo de Charles-Louis Tattegrain ( 1806-1879 ), presidente de la Corte de Amiens, y Thérèse Marie Voillemier ( 1819-1881 ). Descendiente de una larga línea de magistrados y de una de las familias más antiguas de Péronne, su bisabuelo fue alcalde de Péronne en 1781. El joven Francis recibe la aprobación paterna para dedicarse a la pintura solo contra la promesa de comenzar a estudiar derecho. Obtuvo, pues, brillantemente su doctorado en derecho y luego se dedicó únicamente a la pintura.
Su hermano, Georges Tattegrain, era escultor.

### Estancias en Berck

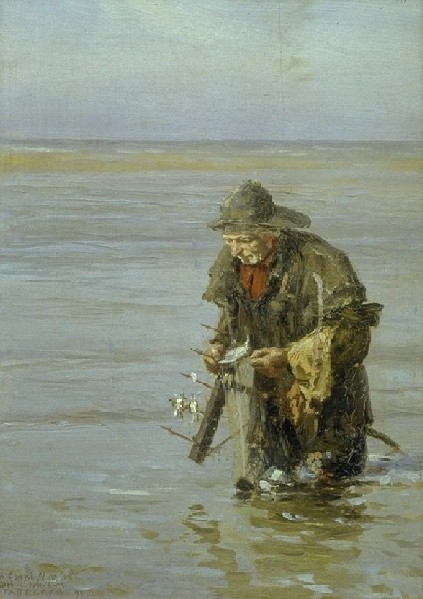
Pescador a la Foëne en la Bahía de Authie, 1890, Musée de Picardie, Amiens.

Francis Tattegrain descubrió a Berck en compañía de sus padres en 1865. Su padre hizo construir un chalet en el número 28 de la rue de l'Entonnoir en Berck. El lugar de vacaciones del joven Francis se convertirá en el escenario principal de su obra pictórica. La llegada a Berck del Conde Ludovic-Napoléon Lepic fue determinante : «Lo que me hizo decidir dedicarme por completo a la pintura fue, en 1876, mi encuentro en Berck con el Conde Lepic que estaba trabajando en la playa al aire libre…» . Durante el invierno, vivía en Senlis, en casa de su abuelo materno, el doctor Jean-Baptiste Voillemier ( 1787 - 1865 ), quien era pariente cercano del escultor Edmé Bouchardon Este bisabuelo fue también el primer presidente del Comité Arqueológico de la ciudad desde su fundación en 1863.
El 2 de septiembre de 1882 Francis Tattegrain se casó con Eugénie Joséphine Anne Deleviéleuse Doudemont († 1941). En 1883 nació su primer hijo, Robert, al que siguieron Thérèse en 1886 y Jeanne en 1890.
Su territorio favorito era la bahía de Authie donde adquiere 100 hectares  de dunas y construye un taller que le permite producir grandes formatos con luz natural. También trabaja en toda la costa de la Costa de Ópalo, en Audresselles y hasta Wissant, donde se reúne con frecuencia con sus amigos. : Virginie Demont-Breton y su esposo Adrien Demont.
Francis Tattegrain residía en el n.º 12 del bulevar de Clichy en París.

### Muerte

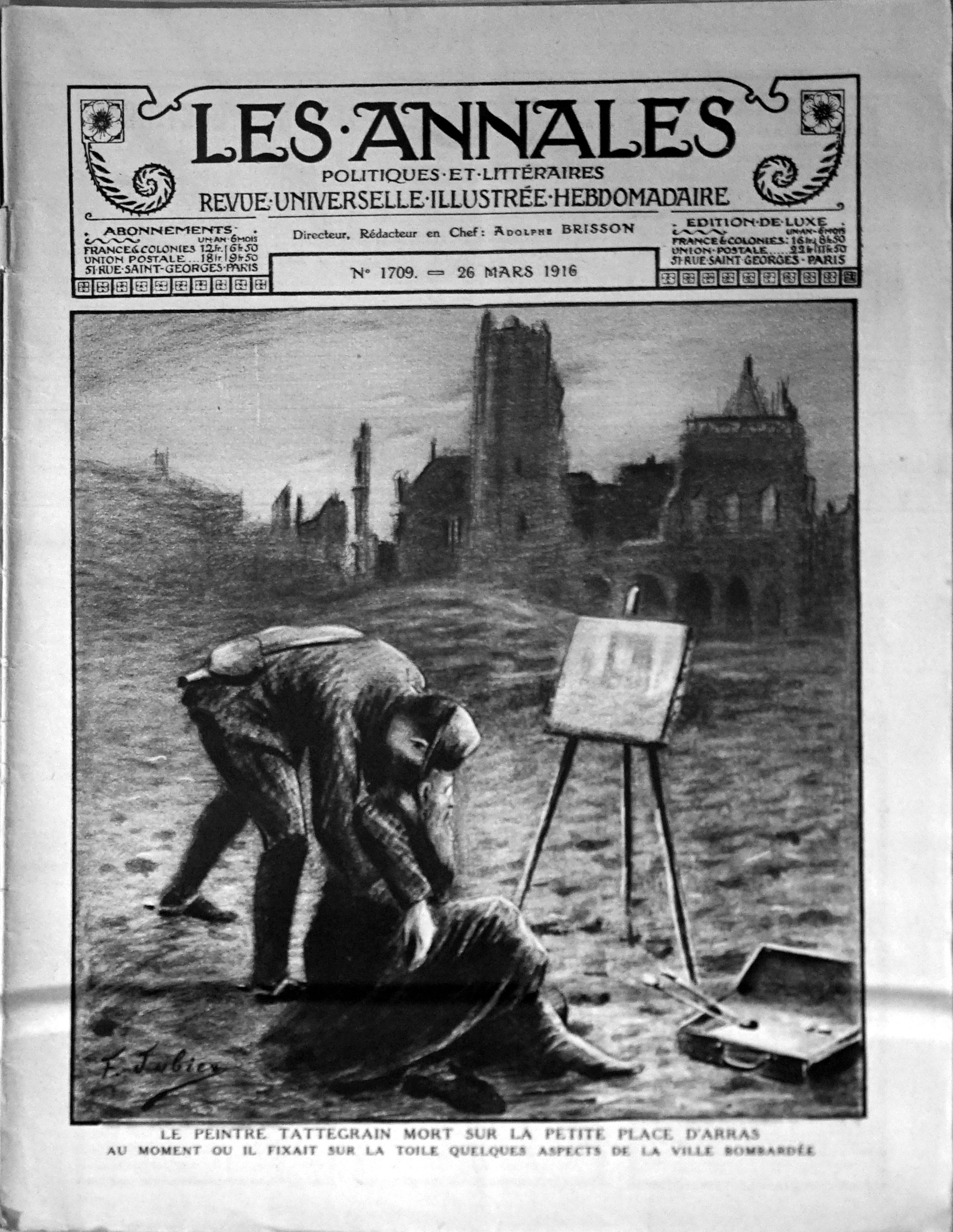
La muerte del pintor por Jubier.

Francis Tattegrain murió en Pas-de-Calais durante la Primera Guerra Mundial . Es el general Boichut quien, en sus memorias, arroja luz sobre su muerte: “El 1 de enero de 1915, paleta en mano, moría el ilustre pintor Francis Tattegrain a los 63 años, en el campo de honor, mientras dibujaba, bajo las bombas, el boceto del campanario de Arras."

## Carrera artística

### Formación artística y primeras exposiciones en el Salón
A instancias de Ludovic-Napoléon Lepic y alentado por su hermano, el escultor Georges Tattegrain, continuó su formación artística en París al mismo tiempo que se doctoraba en derecho. Entró en la Académie Julian en 1877, donde estudió con Jules Lefebvre y Gustave Boulanger. En 1879, dos de sus cuadros fueron admitidos en el Salon des artistes français donde estuvo presente, sin interrupción, hasta 1914.

### Pintor de marinas
Mención de honor en el Salón de 1881 por La Femme aux épaves, obtuvo la medalla de segunda clase en 1883 por Les Mourners en Étaples, por lo que quedó fuera de concurso.
Tattegrain es ante todo un maestro del naturalismo en el campo de las marinas. Sus composiciones son a menudo audazmente realistas, pero siempre armoniosas. Su pintura franca, su colorido justo, subrayan los dramas que habitualmente representa en grandes composiciones.
En 1888, ofreció al Museo Alfred-Danicourt y a sus conciudadanos de Péronne un excepcional Débris du Trois-Mâts Majestas. Su virtuosismo en el tratamiento de temas dramáticos, trágicos e incluso siniestros, tratados con una sencillez que no excluye la emoción, no debe sin embargo hacernos olvidar la profusión de temas que versan sobre la vida cotidiana de los pescadores de Berck. El gran cuadro que representa a un par de náufragos en Cran aux œufs (cerca de Audresselles) y titulado con humor Rescatadores de naufragios, fechado en 1912, decoró la sala de subastas de Boulogne-sur-Mer durante mucho tiempo.

### Pintor de historia
Francis Tattegrain recibió la Medalla de Honor en el Salón de 1899 por San Quintín tomado por sorpresa. Marca el favor concedido a uno de los pintores más laureados de la Tercera República que, durante casi veinte años, se beneficia de numerosos encargos públicos. Édouard Herriot dirá de él que tiene el trazo de Ingres y la paleta de Delacrois.
Su talento le valió numerosos encargos, como el de La entrada de Luis XI en París para el Ayuntamiento de París en 1892, y más tarde, La ceremonia de entrega de premios. Exposición Universal de 1900 en 1904 .
Fue pintor de historia, grabador y retratista durante un breve período a fines de la década de 1870 y principios de la de 1880 .

En 1894 fue invitado por Léon Coutil, aficionado a la historia, a Les Andelys, y fue durante esta estancia cuando realizó su cuadro Les Bouchesuseaux que presentó en el Salon des artistes français de 1896 y en la Exposición Universal de 1900. Hará al menos ocho estudios. El cuadro es la representación del asedio de Château-Gaillard en 1204 por las tropas de Philippe-Auguste, rey de Francia.

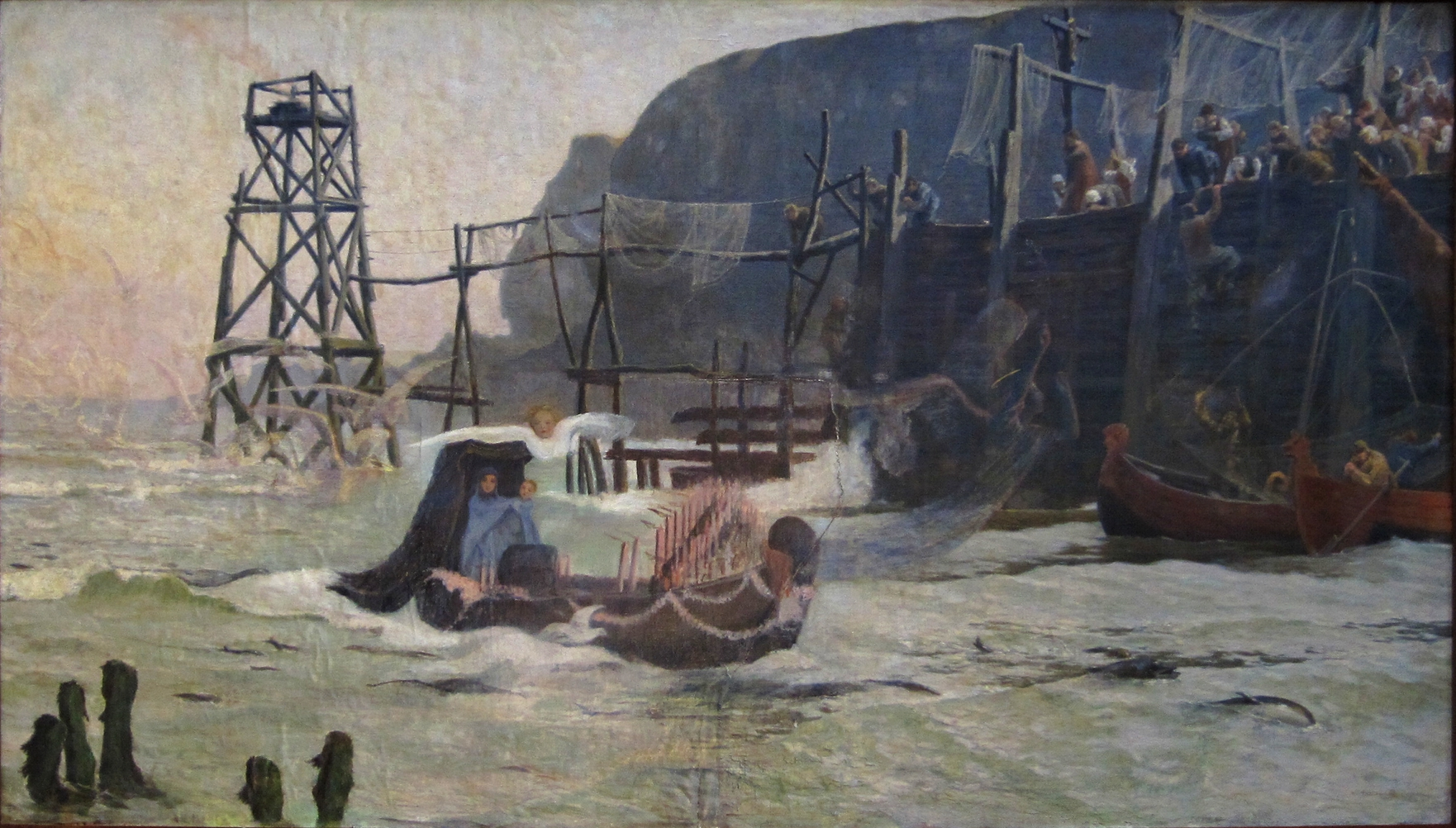
La milagrosa Virgen de Boulogne, Catedral de Notre-Dame de Boulogne-sur-Mer .
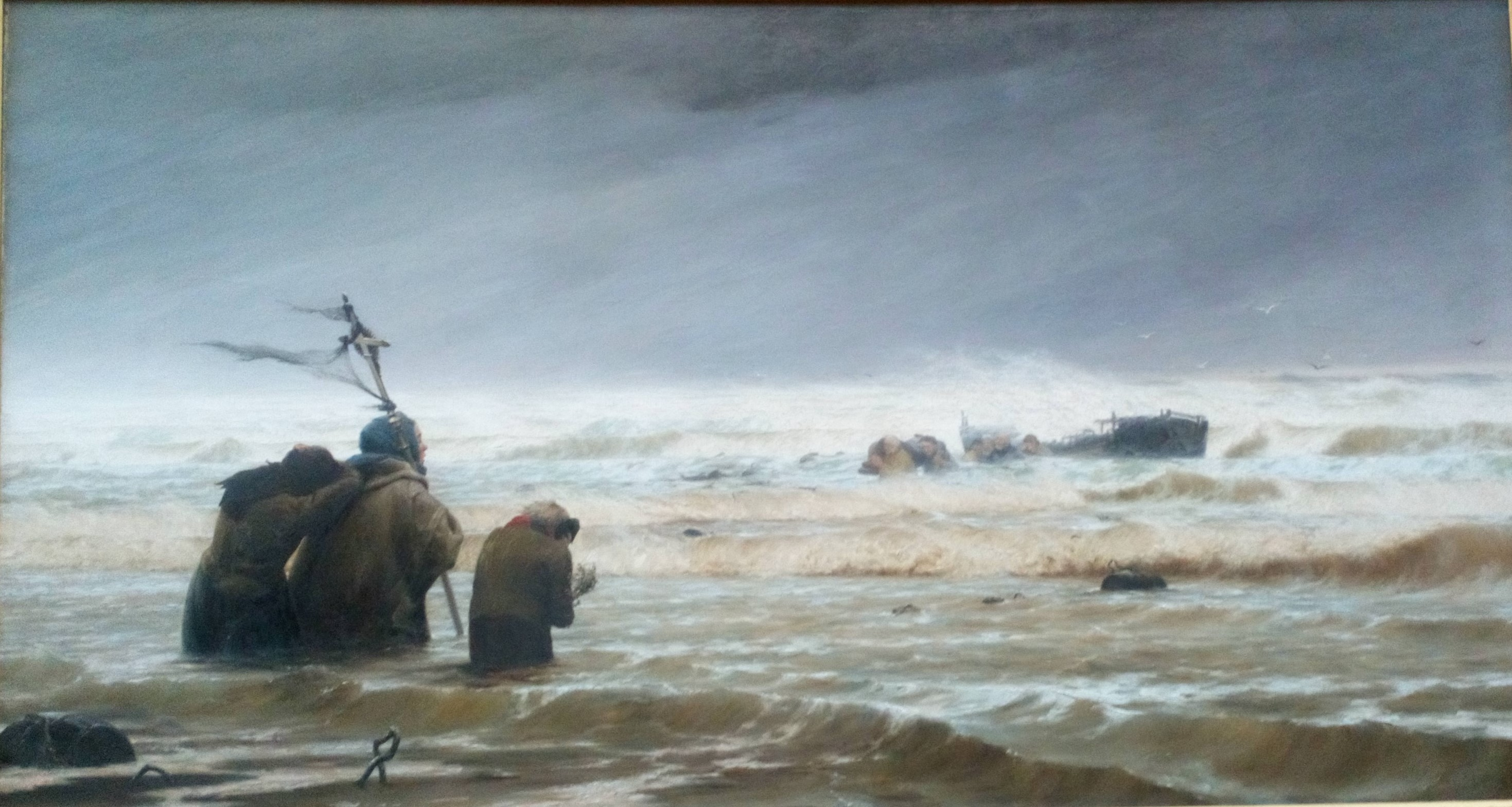
Los dolientes de Étaples (1883).
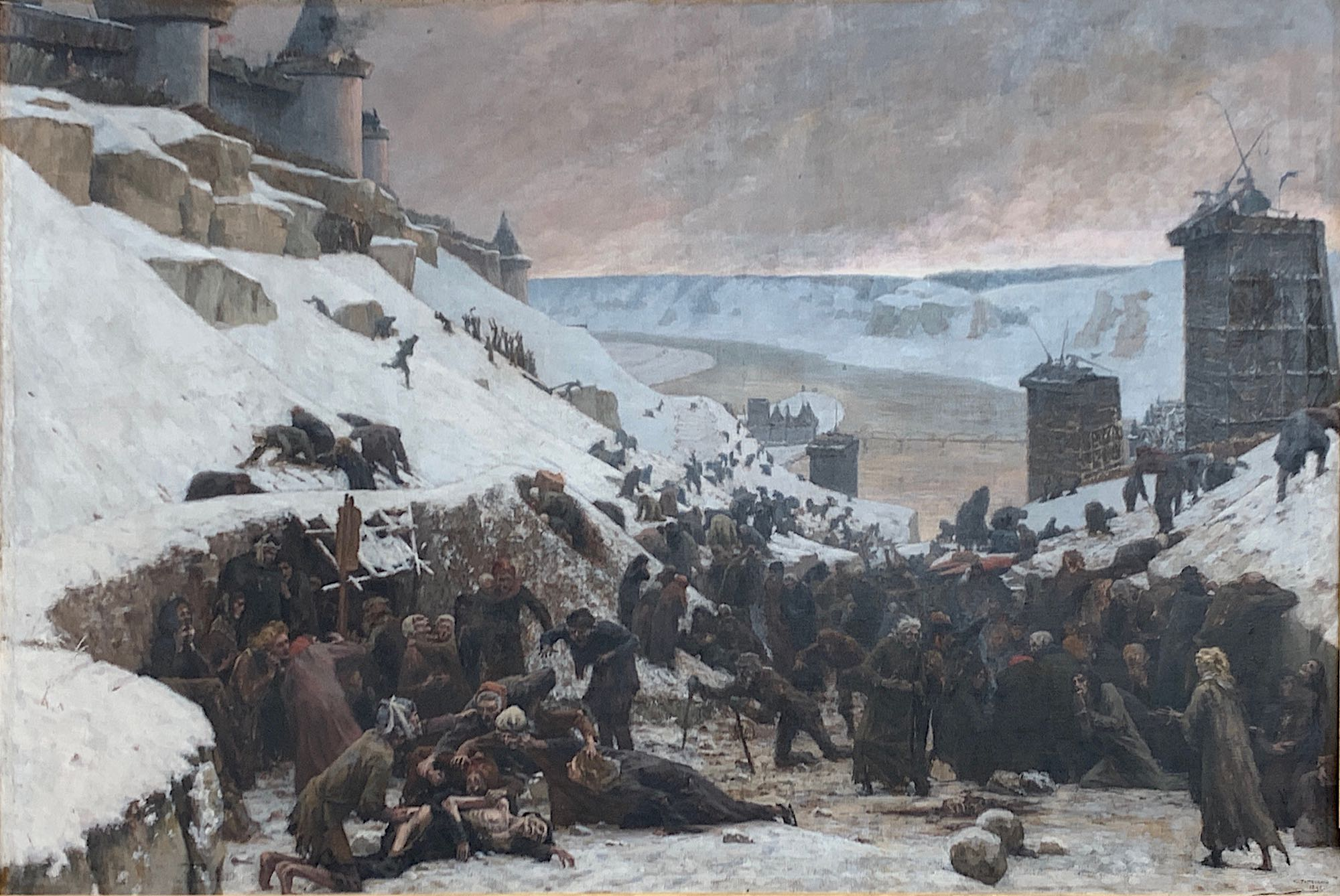
Francis Tattegrain, Bocas inútiles, 1886.

## Posteridad

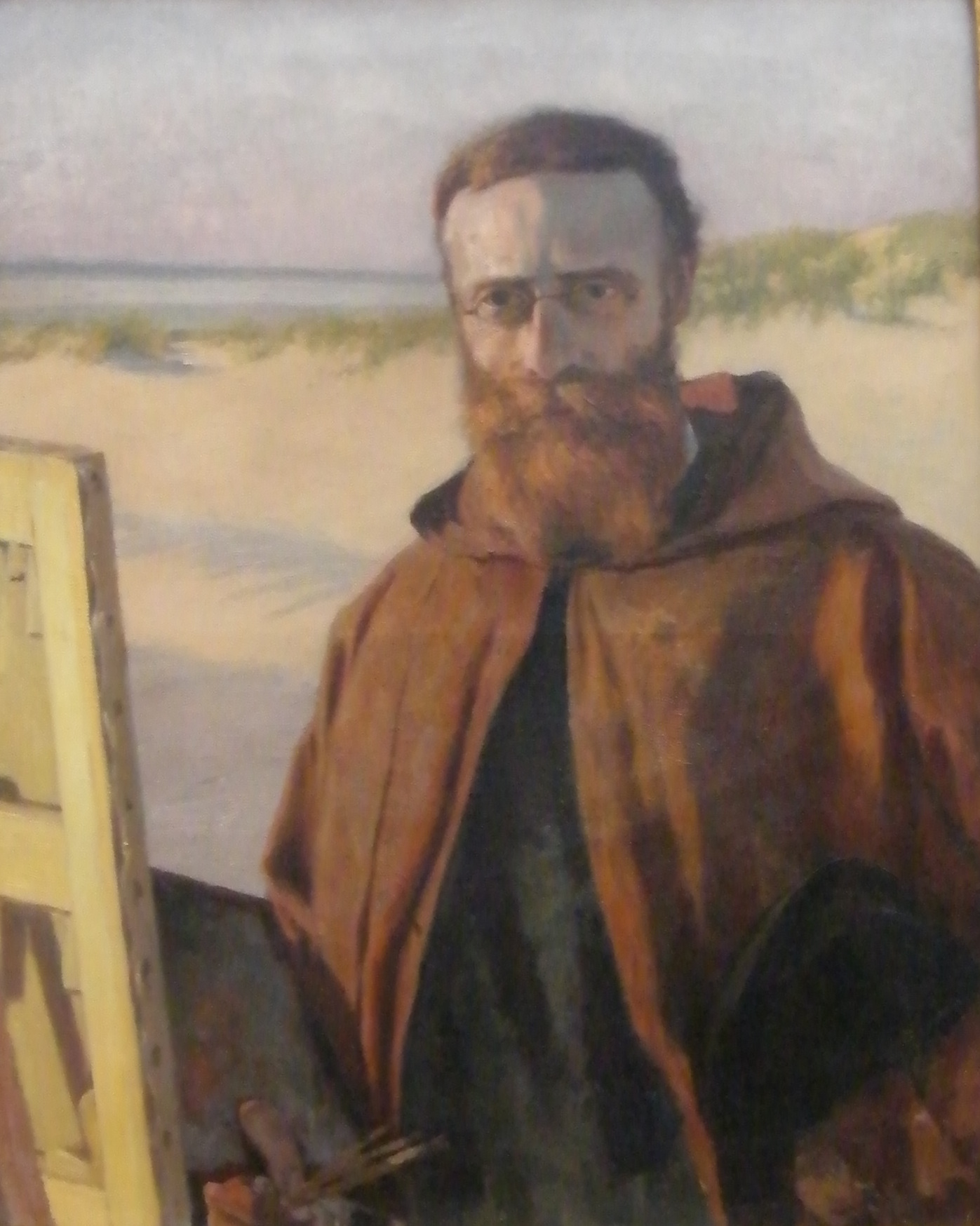
Autorretrato.

Muchas de sus pinturas han sido publicadas como postales.
Su sobrino nieto, André Tattegrain ( 1906 - 1966 ), conocido como André Tattegrain de Logavesne, creó un museo Tattegrain en el n.º 74 de la rue de la Faisanderie en el distrito 16 de París, que se cerró en 1966, a la muerte de su fundador.
El Musée de France d'Opale Sud de Berck organizó una exposición de las obras del pintor en 2007 tras el legado al museo por parte de la familia Tattegrain de más de cien pinturas y varios cientos de dibujos. Marguerite Tattegrain (1913-2008), legó 650 dibujos, grabados, pinturas, fotografías y parte de la correspondencia de su abuelo a este mismo museo, que hizo una exposición de ellos en septiembre de 2011.

## Obras en colecciones públicas
- Abbeville, museo de Boucher-de-Perthes :
  - Las redes robadas ;
  - Temporada de arenque;[4]
- Amiens, Museo de Picardía :
  - Los dolientes en Étaples ;
  - Pescador de Fouëne en la Bahía de Authie ;
- Les Andelys, ayuntamiento : Les Bouches Inutiles,[5] depósito del Museo de Bellas Artes de Nantes.
- Arrás, Centro Hospitalario : El Mercado.[6]
- Berck, Museo del Ópalo del Sur de Francia : más de cien pinturas y varios cientos de dibujos del legado de la familia Tattegrain, incluidos 123 bocetos para La Soumission des Casselois y Autoportrait sur la plage de Berck .
- Boulogne-sur-Mer, castillo-museo :
  - La mujer de los restos .
  - El vado de Étaples, 1903, óleo sobre lienzo, 340 × 500   .
- Caen, Museo de Bellas Artes : Marea alta en octubre (obra destruida).
- Kassel, Museo de Flandes : Los Casselois en el pantano de Saint-Omer rindiéndose a la merced del duque Philippe le Bon.[7]
- Dieppe, castillo : Marina .
- Dijon, museo de bellas artes : Las Dunas .
- Etaples, Museo Quentovic : Pesca del arenque.[8]
- Lille, Palacio de Bellas Artes : Cabezas de hombres ; estudio de cabezas ; Cabeza de un joven .
- Le Mans, museo Tessé : hola por ahi ! .
- Nantes, museo de bellas artes : Dos cabezas de niños superpuestas ; estudio para Bocas Inutiles ; cabeza de una mujer ; muchos personajes ; Les Bouches Inutiles (en depósito en el ayuntamiento de Les Andelys en 1961) ; cabeza de una mujer ; Cabeza acortada .
- París :
  - Ayuntamiento : La entrada de Luis XI en París .
  - Departamento de Artes Gráficas del Museo del Louvre : Entrega de los Casselois ante Philippe le Bon .
  - Museo de Orsay : Muchacho con túnica de media longitud .
- Péronne, Museo Alfred-Danicourt : Los restos de las Majestas de tres palos (ofrecido por el artista en 1888, destruido durante la Guerra de 1914-1918, el que se presenta es una segunda versión sin la dedicatoria) ; Desembarco de verotiers en la bahía de Authie .
- Rueil-Malmaison, Castillo de Malmaison y Castillo de Bois-Préau : Jacques-Antoine Bouville .
- Senlis, museo de arte y arqueología : Vista aérea de la Place du Parvis Notre-Dame en Senlis (adquirida con una fotografía antigua que muestra el sitio representado por el artista) ; Rue Saint-Yves à l'Argent en Senlis ; De vuelta de la pesca en Berck ; Lugar Notre-Dame en Senlis ; El ábside de la catedral de Senlis .
- Le Touquet-Paris-Plage, museo, Le Gué d'Étaples, 1901, boceto, óleo sobre lienzo, 55 × 33   .
- Valenciennes, Museo de Bellas Artes : Nuestros hombres están perdidos ; Regreso de pesca en Berck, dibujo.
- Vernon, Museo Alphonse Georges Poulain : dos estudios para Les Bouches Inutiles .
- Versalles, castillo, galerías históricas : Reparto de los premios de la Exposición Universal de 1900 .